# Prince (muzician)
Prince (Prince Rogers Nelson; n. 7 iunie 1958, Minneapolis, Minnesota – d. 21 aprilie 2016, Chanhassen, Minnesota) a fost un cântăreț, compozitor, textier, producător muzical și multi-instrumentist american. Prince a fost renumit ca inovator, și a fost foarte cunoscut pentru creațiile sale eclectice, prezențele sale viu colorate pe scenă și pentru tonalitatea diversă. A abordat diverse stiluri muzicale: funk, rock, R&B, soul, rock psihedelic și pop.
Prince s-a născut în Minneapolis și și-a dezvoltat interesul pentru muzică din copilărie, compunând primul lui cântec la vârsta de șapte ani. După ce a înregistrat câteva cântece cu trupa vărului său, 94 East, la vârsta de 19 ani a înregistrat fără succes câteva cântece demo, înainte să lanseze albumul de debut, For You, în 1978, sub îndrumarea managerului Owen Husney. Albumul din 1979, Prince, a primit discul de platină datorită succesului înregistrat de single-urile „Why You Wanna Treat Me So Bad?” și „I Wanna Be Your Lover”. Următoarele trei albume—Dirty Mind (1980), Controversy (1981) și 1999 (1982)—au continuat succesul, expunând „marca” lui Prince: versuri cu tentă proeminent sexuală și încorporarea de elemente muzicale funk, dance și rock. În 1984, a început să facă referire la trupa sa sub numele de The Revolution și a lansat albumul Purple Rain, ce a servit drept coloană sonoră pentru filmul cu același nume, în care și-a făcut debutul cinematografic. Un compozitor prolific, Prince a scris în anii '80 multe melodii sub diferite pseudonime.
După lansarea albumelor Around the World in a Day (1985) și Parade (1986), The Revolution s-a destrămat, iar Prince a lansat albumul dublu Sign o' the Times (1987) ca artist solo. A mai lansat trei albume solo înainte de debutul trupei The New Power Generation în 1991. Și-a schimbat numele de scenă în 1993 într-un simbol impronunțabil, , cunoscut și ca „Simbolul Dragostei”. A început apoi să lanseze albume noi într-un ritm mai rapid pentru a ieși de sub obligațiile contractuale a Warner Bros.; a lansat cinci albume în perioada 1994-1996, înainte să semneze cu casa de discuri Arista Records în 1998. În 2000, a început să activeze sub numele de „Prince” din nou. A lansat 15 albume în anii ce au urmat; ultimul său album, HITnRUN Phase Two, a fost lansat exclusiv pe platforma Tidal, pe 11 decembrie 2015. Pe 21 aprilie 2016, Prince a decedat în studioul său de înregistrări, situat în curtea reședinței sale din Paisley Park, Chanhassen, Minessota după două săptămâni de gripă.
Prince a vândut mai mult de 150 de milioane de discuri la nivel global, fiind unul dintre cei mai bine vânduți artiști din toate timpurile. A câștigat șapte premii Grammy, un Glob de Aur și un premiu Oscar. A fost inclus în Rock and Roll Hall of Fame în 2004. Rolling Stone îl situează pe locul 27 din Top 100 cei mai mari artiști ai tuturor timpurilor.

## Tinerețea
Prince Rogers Nelson s-a născut în Minneapolis, fiind fiul lui Mattie Della (Shaw) și John Lewis Nelson. Ambii săi părinți au fost afro-americani, iar descendenții lui au avut rădăcini în Louisiana, toți cei patru bunici ai săi provenind din acest stat. Tatăl lui Prince a fost pianist și textier în timp ce mama sa a fost o cântăreață de jazz. Prince a fost botezat după tatăl său, a cărui nume de scenă a fost Prince Rogers, și care a concertat într-un grup de jazz numit Prince Rogers Trio. Într-un interviu din 1991 pentru A Current Affair, tatăl lui Prince a afirmat, „Mi-am botezat fiul Prince pentru că am vrut să facă tot ce am vrut eu să fac".[12] Porecla din copilărie a lui Prince a fost Skipper.
Prince a declarat că „s-a născut epileptic” și „obișnuia să aibă crize” în copilărie. A mai spus că „Mama mea mi-a spus că odată, când am mers până la ea, i-am zis, «Mamă, nu voi mai fi bolnav de acum,» iar ea m-a întrebat, «De ce?». I-am răspuns, «Pentru că așa mi-a spus un înger».”
Sora lui Prince, Tika Evene (de obicei numită Tyka), s-a născut în 1960. Ambii copii au avut un interes deosebit pentru muzică, lucru încurajat de tată. Prince a compus primul cântec, „Funk Machine”, la pianul tatălui său, când avea șapte ani. La vârsta de 10 ani, părinții s-au despărțit. Prince a schimbat de mai multe ori locuința după divorțul părinților, trăind uneori cu tatăl său, alteori cu mama și cu tatăl vitreg. În cele din urmă, s-a mutat în casa unor vecini pe nume Anderson și s-a împrietenit cu fiul lor, Andre Anderson, cunoscut ulterior sub numele de André Cymone.
Prince și Anderson s-au alăturat vărului lui Prince, Charles Smith, într-o trupă numită Grand Central, în timp ce urmau cursurile Liceului Central din Minneapolis. Smith a fost curând înlocuit de Morris Day la tobe. Prince a cântat la pian și chitară pentru trupă, în cluburi și la petreceri din zona orașului Minneapolis. Grand Central s-a redenumit ulterior în Champagne și a început să interpreteze muzică inspirată de Sly and the Family Stone, James Brown, Earth, Wind & Fire, Miles Davis, George Clinton și Parliament-Funkadelic, Carlos Santana, Jimi Hendrix și Todd Rundgren. Criticii de muzică rock au observat similarități între aspectul androgin, stilul muzical și vocal ale lui Prince și cele ale lui Little Richard.
Prince a jucat și baschet la liceu, continuând să joace și ca adult, pentru recreere.

## Cariera

### Începutul și primele reușite (1975 — 1984)
În 1975, Pepe Willie, soțul vărului lui Prince, Shauntel, a format trupa 94 East împreună cu Marcy Ingvoldstad și Kristie Lazenberry. Willie i-a angajat pe André Cymone și Prince ca să înregistreze cântece cu 94 East. Aceste cântece au fost compuse de Willie iar Prince a contribuit cu efectele de chitară. Prince a compus de asemenea cu Willie, cântecul 94 East, „Just Another Sucker”. Trupa a înregistrat cântece reunite ulterior în albumul Minneapolis Genius – The Historic 1977 Recordings. Prince a înregistrat, dar nu a lansat niciodată, un cântec scris de Willie, „If You See Me” (cunoscut și ca „Do Yourself a Favor”). În 1995, Willie a lansat albumul 94 East featuring Prince, Symbolic Beginning, ce a inclus înregistrări originale ale lui Prince și Cymone.
În 1976, Prince a înregistrat un demo cu producătorul Chris Moon în studioul lui Moon din Minneapolis. Neputând asigura un contract cu o casă de discuri, Moon i-a dat demo-ul lui Owen Husney, un om de afaceri din Minneapolis. Husney a semnat cu Prince, în vârstă de 17 ani, un contract de impresariere și l-a ajutat să înregistreze un demo la studiourile Sound 80 din Minneapolis cu ajutorul producătorului David Z. Demoul, însoțit de un dosar de presă produs la agenția publicitară a lui Husney, a stârnit interesul câtorva case de discuri precum Warner Bros. Records, A&M Records și Columbia Records.
Cu ajutorul lui Husney, Prince a semnat un contract cu Warner Bros.. Compania a fost de acord să-i ofere lui Prince controlul creativ asupra primelor trei albume și drepturile de publicare. Husney și Prince au părăsit apoi orașul Minneapolis și s-au mutat în Sausalito, California, unde primul album al lui Prince, For You, a fost înregistrat la studiourile Record Plant. Ulterior, album a fost în Los Angeles și lansat pe 7 aprilie 1978. Conform notelor de album, Prince a produs, aranjat, compus și cântat la toate cele 27 de instrumente prezente în cântece. Albumul a fost scris și interpretat de Prince, cu excepția cântecului „Soft and Wet”, a cărui versuri au fost scrise în colaborare cu Moon. Costurile înregistrării primului album au fost de două ori mai mari decât avansul dat de Prince. Acesta a folosit Prince's Music Co. pentru a-și publica cântecele. „Soft and Wet” a ajuns pe locul 12 în topul Hot Soul Singles și pe locul 92 în Billboard Hot 100. Cântecul „Just as Long as We're Together” a ajuns pe locul 91 în topul Hot Soul Singles.

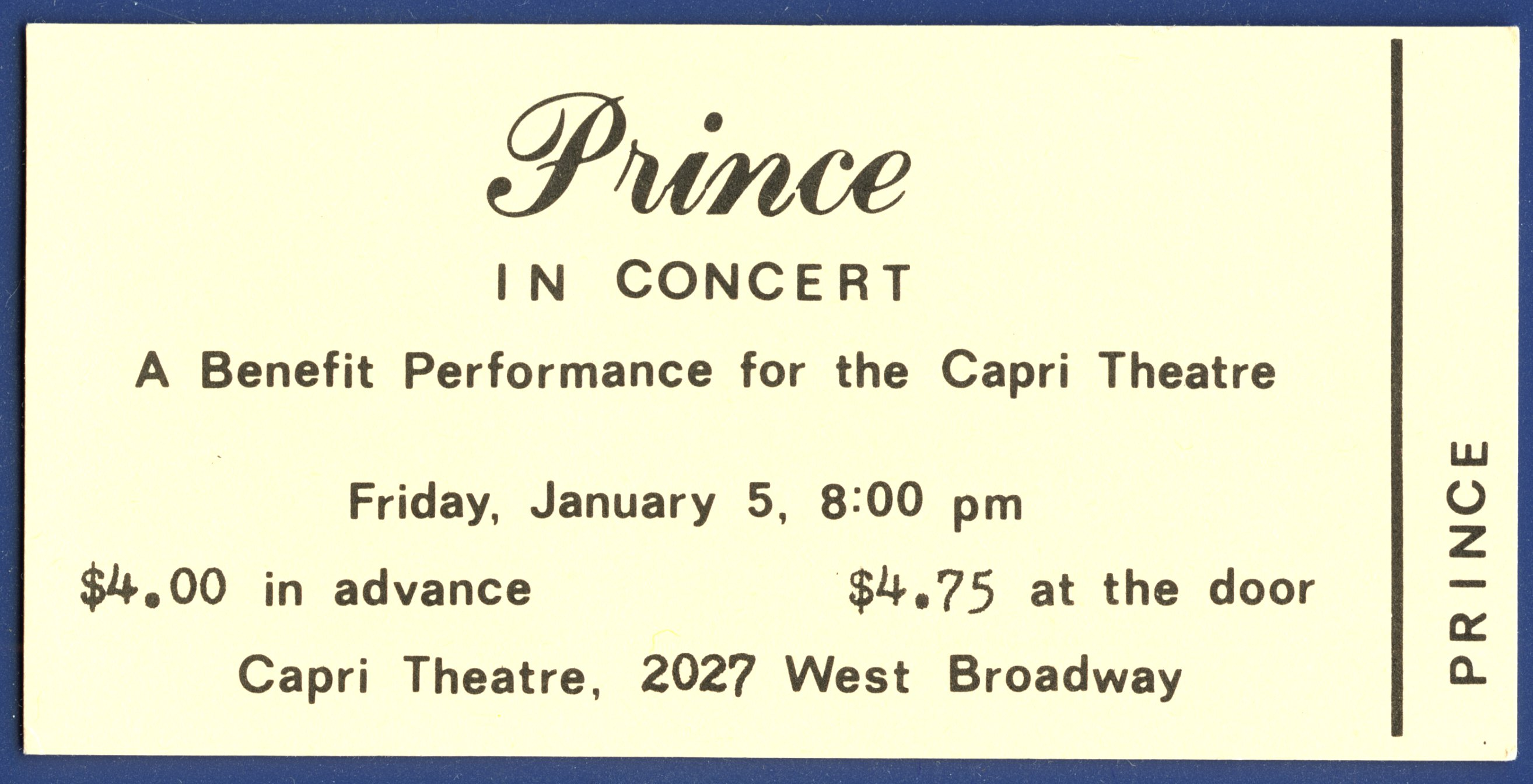
Bilet la primul concert al lui Prince împreună cu trupa lui, ianuarie 1979

În 1979, Prince a creat o trupă care i-a inclus pe André Cymone la bas, Dez Dickerson la chitară, Gayle Chapman și Doctor Fink la claviatură și Bobby Z. la tobe. Primul lor spectacol a fost la Teatrul Capri pe 5 ianuarie 1979. Au participat și directori din cadrul Warner Bros. care au decis că Prince și trupa sa au nevoie de mai mult timp pentru a-și dezvolta muzica. În octombrie 1979, Prince a lansat un album auto-intitulat, Prince, care a ajuns pe locul 4 în topul Billboard Albume R&B/Black, și pe locul 22 în topul Billboard 200, primind discul de platină. Au fost incluse două hituri R&B: „Why You Wanna Treat Me So Bad?” și „I Wanna Be Your Lover”. Cel din urmă s-a vândut în peste un milion de copii, și a ajuns pe locul 11 în Billboard Hot 100, și pe locul 1 timp de două săptămâni în topul Hot Soul Singles. Prince a interpretat ambele cântece pe 26 ianuarie 1980 la American Bandstand. Pentru acest album, Prince a folosit Ecnirp Music – BMI.
În 1980, Prince a lansat albumul Dirty Mind, descris retrospectiv de către Stephen Thomas Erlewine drept „un amalgam uluitor, îndrăzneț de funk, new wave, R&B și pop, alimentat de sex lasciv rânjitor și de dorința de a șoca”; Erlewine a conchis, spunând că „este un album care îți taie respirația, vizionar, și este fuziunea dintre sintetizatoare, ritmuri de rock, funk-ul care a definit o mare parte din soul-ul urban și funk-ul începutului de ani '80.” Înregistrat în propriul studio, albumul a primit discul de aur iar single-ul „Uptown” a ajuns pe locul 5 în topul Billboard Dance și pe locul 5 în topurile Hot Soul Singles. Prince a cântat și în deschiderea lui Rick James în turneul Fire It Up din 1980. Dirty Mind a conținut cântece cu conținut sexual explicit, incluzând cântecul cu același nume, „Head” și cântecul „Sister”. În februarie 1981, Prince a apărut pentru prima dată la Saturday Night Live, interpretând piesa „Partyup”. În octombrie 1981, Prince a lansat albumul Controversy. Pentru a-l promova, a avut diverse concerte, inclusiv în deschiderea Rolling Stones, care erau atunci în turneu în SUA. A început anul 1982 cu un turneu mai mic, în orașe universitare, fiind cântărețul principal. Cântecele de pe Controversy au fost publicate de Controversy Music – ASCAP, o practică pe care a continuat-o până la albumul Emancipation din 1996.
Controversy a marcat și introducerea abreverielor, de pildă scrierea cuvântului you ca U, to ca 2 și for ca 4, un exemplu concludent fiind titlul piesei „Jack U Off”. (Precedentele lui cântece au folosit scrierea obișnuită.) MTV.com a notat în 2002 că „acum toate titlurile, notele și postările lui pe Web sunt scrise în stilul lui prescurtat, după cum vedem în titlul albumului Rave Un2 the Joy Fantastic din 1999, care a inclus cântecul «Hot Wit U.»"
În 1981, Prince a format un proiect secundar, trupa numită The Time. Trupa a lansat patru albume între 1981 și 1990, cu Prince compunând și interpretând majoritatea melodiilor de fundal și a vocilor secundare (uneori sub numele de „Jamie Starr” sau „The Starr Company”), cu Morris Day ca solist.
La sfârșitul anului 1982, Prince a lansat un album dublu, 1999, care s-a vândut în peste trei milioane de copii. Piesa cu același nume a fost un manifest împotriva proliferării nucleare și a devenit primul lui hit de top 10 în țări din afara SUA. Cântecul „Little Red Corvette” a fost una din cele două piese interpretate de un cântăreț de culoare care au intrat în playlistul MTV, cealaltă fiind „Billie Jean” a lui Michael Jackson.
Cântecul „Delirious” s-a clasat și el în top 10 Billboard Hot 100.

### The Revolution,Purple Rainși lansările ulterioare (1984 — 1987)
În această perioadă, Prince și-a denumit trupa The Revolution. Numele trupei a fost tipărit, în sens invers, pe coperta albumului 1999, în litera „i” din cuvântul „Prince”. Trupa a fost formată din Lisa Coleman și Doctor Fink la claviatură, Bobby Z. la tobe, Brown Mark la bas și Dez Dickerson la chitară. Jill Jones, voce de fundal, a făcut parte și din trupa The Revolution pentru albumul și turneul 1999. După acest turneu, Dickerson a părăsit grupul din motive religioase. În cartea din 2003, Possessed: The Rise and Fall of Prince, autorul Alex Hahn spune că Dickerson nu a vrut să semneze un contract pe trei ani și a vrut să urmeze alt drum în cariera sa muzicală. Dickerson a fost înlocuit de prietena lui Coleman, Wendy Melvoin. La început, trupa a fost puțin implicată în munca de studio, dar această situație s-a schimbat spre mijlocul anilor '80.

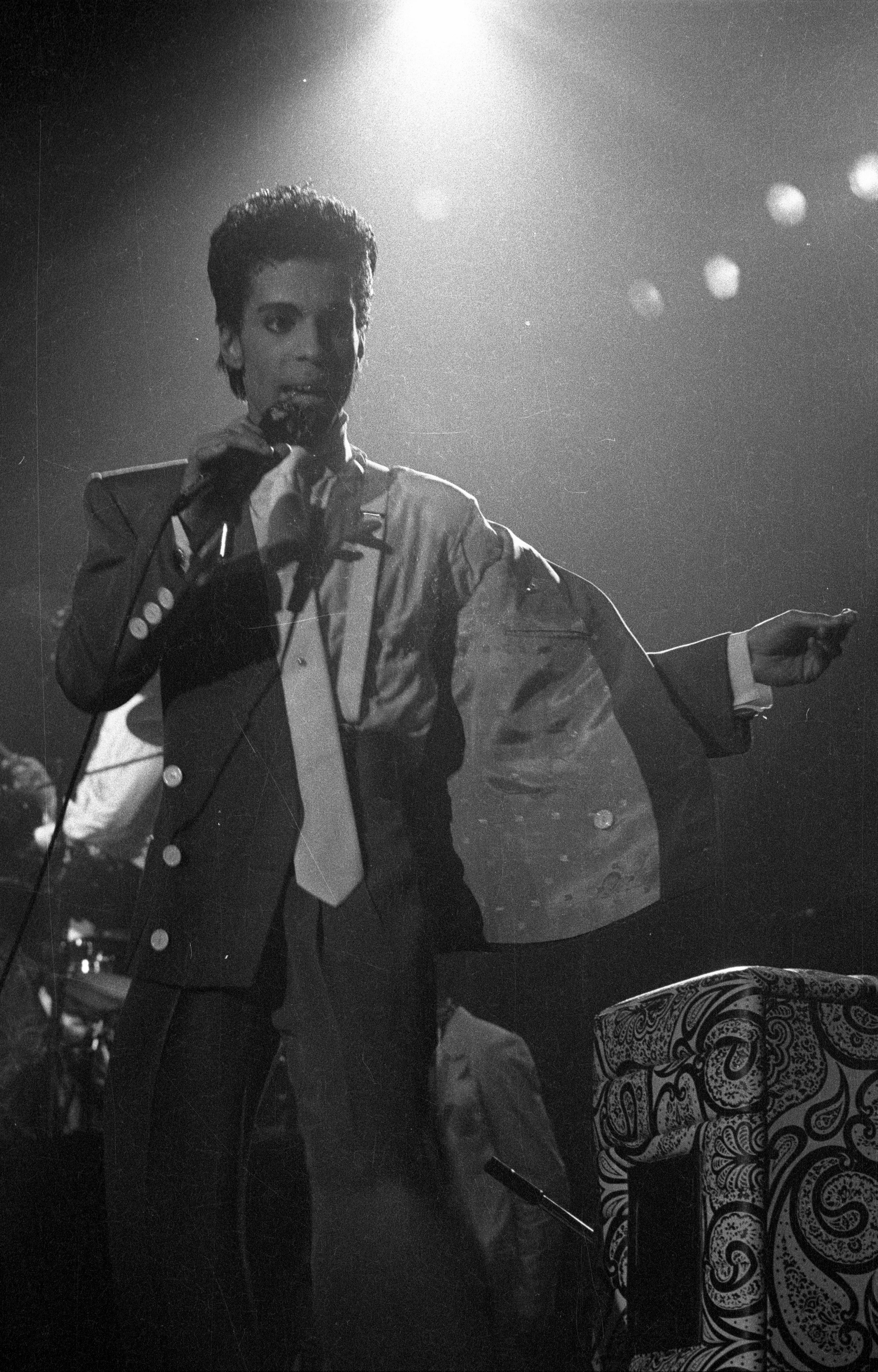
Prince concertând în Bruxelles, în cadrul turneului Hit N Run, 1986

Conform fostului manager al lui Prince, Bob Cavallo, la începutul anilor '80, muzicianul i-a solicitat un rol într-un lungmetraj de proporții, în ciuda faptului că expunerea lui la acel moment era limitată la câteva hituri pop și la câteva videoclipuri. Acest demers a avut ca rezultat filmul de succes din 1984, Purple Rain, care l-a avut în rol principal pe Prince și care a fost bazat pe viața lui, și albumul de studio cu același nume, care a servit drept coloană sonoră. Albumul Purple Rain s-a vândut în mai mult de 13 milioane de copii în SUA și s-a clasat timp de 24 de săptămâni consecutive pe locul 1 în topul Billboard 200. Filmul i-a asigurat lui Prince premiul Oscar pentru cea mai bună coloană sonoră și a obținut încasări care au depășit 80 de milioane de dolari în SUA. Cântece din film au ocupat poziții în topurile pop din toată lumea, în timp ce „When Doves Cry” și „Let's Go Crazy” au ajuns pe locul 1, iar piesa „Purple Rain” a ajuns pe locul 2 în topul Billboard Hot 100. La un moment dat în 1984, Prince a avut simultan pe locul 1 un album, un single și un film în SUA; a fost pentru prima dată când un cântăreț a reușit această performanță. Albumul Purple Rain este pe locul 72 în lista celor mai bune 500 de albume ale tuturor timpurilor a revistei Rolling Stone și este de asemenea inclus în lista revistei Time cu cele mai bune 100 de albume din istorie.
După ce susținătoarea pentru drepturile sociale, Tipper Gore, și-a auzit fiica de 12 ani, Karenna, fredonând versuri din piesa lui Prince, „Darling Nikki”, a fondat Parents Music Resource Center. Centrul susține folosirea obligatorie a unei etichete de avertizare („Atenție: conținut explicit. Interzis minorilor”) pe copertele albumelor și a cântecelor care conțin limbaj obscen sau conținut nepotrivit minorilor. Industria muzicală a respectat voluntar această cerere. În lista celor mai inacceptabile melodii (Filthy Fifteen), locurile 1 și 2 sunt ocupate de compozițiile lui Prince, în timp ce protejata lui, Vanity, apare pe locul 4.
În 1985, Prince a anunțat că va face o pauză de la concertele live și videoclipurile muzicale după lansarea următorului album. Albumul Around the World in a Day a stat pe locul 1 în topul Billboard 200 timp de trei săptămâni. Din acest album, single-ul „Raspberry Beret” a ajuns pe poziția 2 în topul Billboard Hot 100, iar „Pop Life” a atins locul 7.
În 1986, albumul Parade a ocupat locul 3 în ierarhia Billboard 200 și locul 2 în topurile R&B. Primul single, „Kiss”, a cărui videoclip a fost coregrafiat de Louis Falco, a ajuns pe locul 1 în Billboard Hot 100. (Cântecul a fost scris inițial pentru un proiect secundar numit Mazarati.) În același an, cântecul „Manic Monday”, scris de Prince și înregistrat de The Bangles, a ocupat locul 2 în topul Hot 100. Albumul Parade a servit drept coloana sonoră a celui de-al doilea film al lui Prince, Under the Cherry Moon. Prince a regizat și a jucat în film alături de Kristin Scott Thomas. Deși albumul Parade a primit discul de platină, Under the Cherry Moon a obținut recenzii negative și a eșuat în a recupera costurile de producție. Filmul a primit Zmeura de aur pentru cel mai prost film (la egalitate cu Howard the Duck) iar Prince a primit Zmeura de aur pentru cel mai prost regizor, cel mai prost actor și cel mai prost cântec original („Love or Money”).
În 1986, Prince a început o serie de concerte live sporadice pe nume Hit n Run – Parade Tour. După turneu, Prince a desființat trupa The Revolution și le-a concediat pe Wendy & Lisa. Brown Mark a părăsit trupa în timp ce cântărețul la clape Doctor Fink a rămas. Prince i-a recrutat atunci pe noii membri Miko Weaver la chitară, Atlanta Bliss la trompetă și Eric Leeds la saxofon.

### Din nou solo,Sign o' the Timesși renașterea spirituală (1987 — 1991)
Înaintea de destrămarea trupei The Revolution, Prince lucra la alte două proiecte separate, albumul Dream Factory al celor de la The Revolution și un efort solo, Camille. Spre deosebire de celelalte trei albume ale trupei, Dream Factory a inclus o mare contribuție din partea membrilor trupei și a inclus chiar și un număr de cântece cu Wendy & Lisa ca soliste, în timp ce proiectul Camille îl vedea pe Prince într-o altă formă, cântând cu o voce mai rapidă, feminină. După dizolvarea trupei, Prince a combinat materialul consolidat din ambele albume, împreună cu unele cântece noi, într-un album triplu-LP, Crystal Ball. Warner Bros. l-a forțat pe Prince să împartă albumul triplu într-unul dublu, iar Sign o' the Times s-a lansat pe 31 martie 1987.
Albumul a ocupat poziția a șasea în topul Billboard 200. Primul single, „Sign o' the Times”, a ajuns pe locul 3 în Hot 100. Următorul single, „If I Was Your Girlfriend”, a avut o prestanță slabă, situându-se pe locul 67 în Hot 100, dar ajungând pe locul 12 în topul R&B. Al treilea single, un duet cu Sheena Easton, „U Got the Look”, a ajuns pe locul 2 în Hot 100, și pe locul 11 în topul R&B, iar ultimul single, „I Could Never Take the Place of Your Man” a urcat până pe locul 10 în Hot 100 și pe 14 în topul R&B.
A fost declarat albumul de top al anului de către sondajul criticilor Pazz & Jop, și s-a vândut în 3,2 milioane de copii. În Europa s-a comportat bine, iar Prince a promovat albumul pe continentul european printr-un turneu de lungă durată. Formând o nouă trupă din cei rămași din The Revolution, Prince i-a adus în plus pe basistul Levi Seacer, Jr., clăparul Boni Boyer și dansatorul/coreograful Cat Glover pentru a colabora cu noul toboșar Sheila E. și rămașii Miko Weaver, Doctor Fink, Eric Leeds, Atlanta Bliss și „The Bodyguards” (Jerome, Wally Safford și Greg Brooks) pentru Sign o' the Times Tour.
Turneul a fost un succes, iar Warner Bros. și managerii lui Prince au vrut să-l aducă în SUA pentru a resuscita vânzările scăzute ale Sign o' the Times; Prince a refuzat ideea unui turneu complet în SUA, deoarece era gata să producă un nou album. Ca un compromis, ultimele două nopți din turneu au fost filmate pentru un film care să ruleze în cinematografe. Calitatea filmului a fost considerată mediocră iar filmările s-au reluat în studiourile lui din Paisley Park. Filmul Sign o' the Times a fost lansat pe 20 noiembrie 1987. La fel ca în cazul albumului, filmul a primit mai multe laude din partea criticilor decât filmul din anul precedent, Under the Cherry Moon, dar încasările au fost foarte reduse și a fost scos rapid din cinematografe.
Următorul album destinat lansării a fost The Black Album. Conținând mai mult instrumental, funk și R&B, The Black Album a reprezentat pentru Prince un experiment cu muzica hip hop în piesele „Bob George” și „Dead on It”. Prince trebuia să lanseze albumul cu o copertă monocromă neagră, ce avea printat doar numărul catalogului, dar după ce au fost înaintate 500.000 de copii, Prince a avut o revelație spirituală conform căreia albumul era malefic și trebuia retras. A fost ulterior lansat de Warner Bros. în 1994, dar în ediție limitată. Prince s-a întors în studio și în opt săptămâni a înregistrat Lovesexy.
Lansat pe 10 mai 1988, Lovesexy servește drept opusul spiritual al întunecatului The Black Album. Fiecare cântec este un efort solo al lui Prince, excepție făcând piesa „Eye No” care a fost înregistrată împreună cu trupa sa la acel moment dat (numită de către fani „Trupa Lovesexy”). Lovesexy a urcat pe locul 11 în Billboard 200 și pe locul 5 în topul albumelor R&B. Principalul single, „Alphabet St.”, a ajuns pe locul 8 în Hot 100 și pe locul 3 în topul R&B, dar s-a vândut în doar 750.000 de copii.
Prince și-a dus din nou trupa post-The Revolution (fără „the Bodyguards”) într-un turneu format din trei etape cu 84 de concerte, numit Lovesexy World Tour; deși spectacolele au fost bine primite de către public, organizatorii au ieșit financiar pe minus din cauza decorului scump și a recuzitei improvizate.

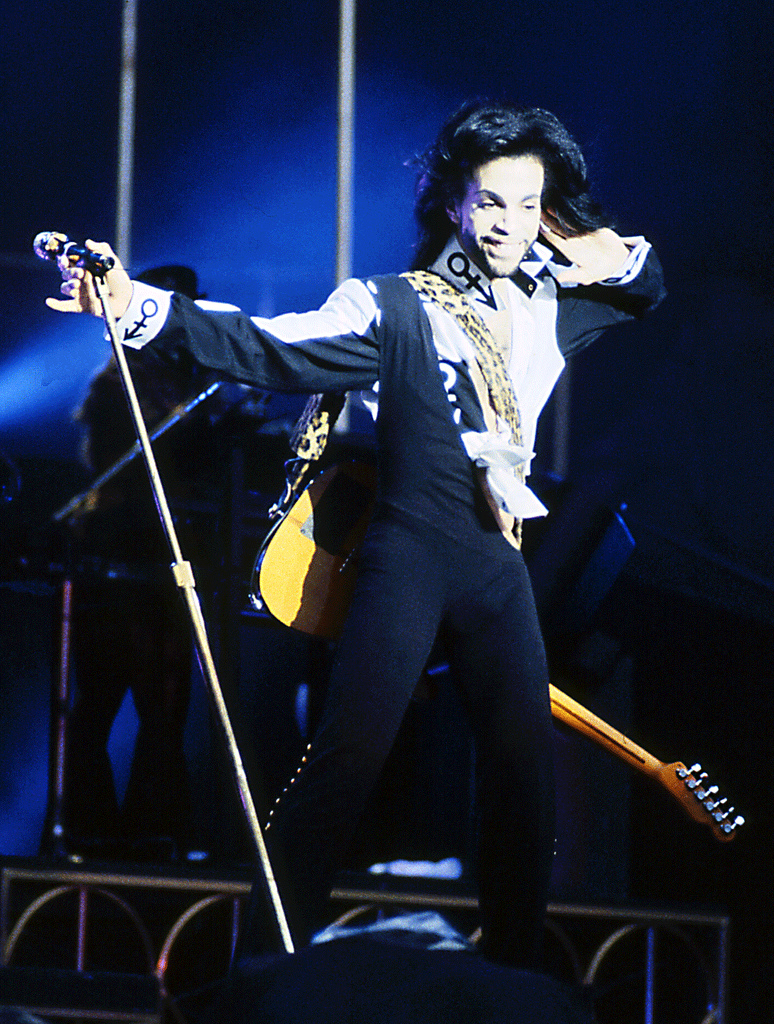
Prince concertând în timpul turneului Nude Tour, 1990

În 1989, Prince a apărut pe albumul de studio al Madonnei, Like a Prayer, fiind unul dintre compozitori, cântând duetul „Love Song” și cântând la chitară electrică (fără a fi creditat) în cântecele „Like a Prayer”, „Keep It Together” și „Act of Contrition”. A început să lucreze la un număr de proiecte muzicale, dintre care Rave Unto the Joy Fantastic și schițe sumare ale filmului Graffiti Bridge, dar ambele au fost puse în așteptare după ce directorul filmului Batman, Tim Burton, l-a rugat să înregistreze câteva cântece pentru adaptarea teatrală a filmului. Prince a înregistrat în studio și a produs întregul album cu 9 piese, pe care Warner Bros. l-a lansat pe 20 iunie 1989. Batman a urcat până pe locul 1 în topul Billboard 200, vânzându-se în 4,3 milioane de copii. Single-ul „Batdance” a ocupat prima poziție în topurile Billboard Hot 100 și R&B.
În plus, single-ul „The Arms of Orion” cu Sheena Easton s-a clasat pe locul 36, iar „Partyman” (ce conține vocea prietenei lui Prince de atunci, poreclită Anna Fantastic) a ajuns pe locul 18 în Hot 100 și pe locul 5 în topul R&B, în timp ce balada de dragoste „Scandalous!” s-a clasat pe locul 5 în topul R&B. Cântărețul a trebuit să ofere toate drepturile de publicare a cântecelor de pe album celor de la Warner Bros., ca parte a înțelegerii.
În 1990, Prince s-a întors în turneu cu o trupă îmbunătățită pentru turneul său redus la esențial, Nude Tour. După plecările lui Boni Boyer, Sheila E., și a lui Cat, Prince i-a adus pe Rosie Gaines la clape, toboșarul Michael Bland și pe trioul de dansatori The Game Boyz (Tony M., Kirky J. și Damon Dickson). Turneul european și japonez a fost un succes financiar cu lista sa scurtă a celor mai bune hituri. Cu trecerea lunilor, Prince a terminat producția celui de-al patruea lui film, Graffiti Bridge, și albumul cu același nume. Inițial, Warner Bros. nu dorea să finanțeze filmul, dar după ce Prince i-a asigurat că va fi continuarea filmului Purple Rain, iar primii membri The Time s-au implicat și ei, studioul a dat undă verde proiectului. Lansat pe 20 august 1990, albumul a ajuns pe locul 6 în topurile Billboard 200 și R&B. Single-ul „Thieves in the Temple” s-a clasat pe locul 6 în topul Hot 100 și pe 1 în topul R&B. Parte din același album, piesa „Round and Round” s-a clasat pe locul 12 în topurile din SUA și pe locul 2 în topurile R&B. Cântecul l-a avut ca solist pe adolescentul Tevin Campbell (care a avut și un rol în film). Filmul, lansat pe 20 noiembrie 1990, a fost un eșec pentru critici, încasând doar 4,2 milioane de dolari. După lansarea filmului și a albumului, membrii rămași din The Revolution, Miko Weaver și Doctor Fink, au părăsit trupa lui Prince.

### The New Power Generation,Diamonds and Pearlsși schimbarea de nume (1991 — 1994)

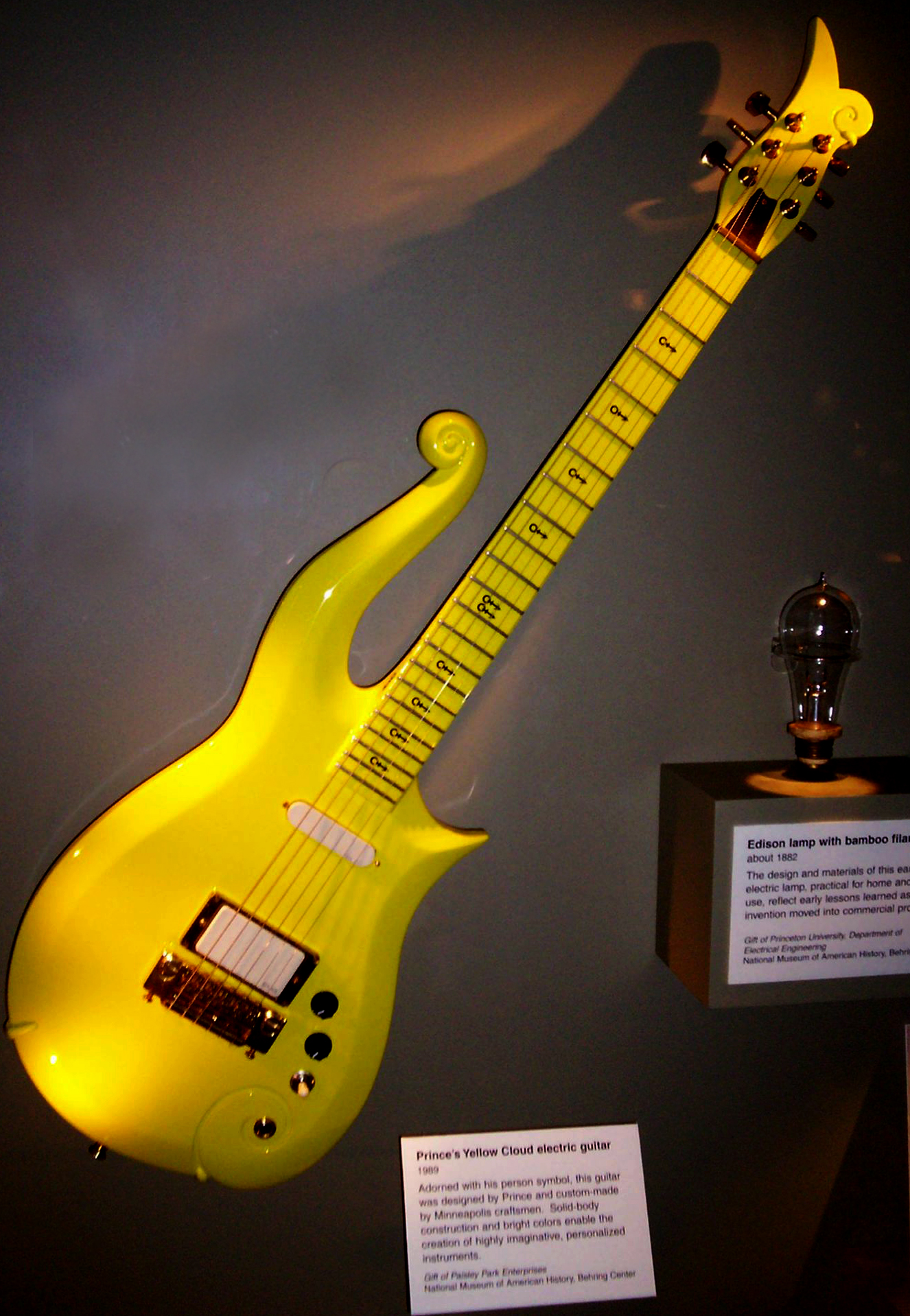
Chitara galbenă a lui Prince, afișată la Smithsonian Castle din Washington. Prince poate fi văzut cântând la ea în videclipul piesei „Gett Off”.

Anul 1991 a marcat debutul noii trupe a lui Prince, The New Power Generation. Cu chitaristul Miko Weaver și cântărețul la clape timp de o perioadă îndelungată Doctor Fink plecați, Prince i-a adus pe basistul Sonny T., Tommy Barbarella la claviatură, și o trupă de cântăreți la instrumente din alamă, cunoscută sub numele de „The Hornheads” care să cânte împreună cu Levi Seacer (care urma să cânte la chitară), Rosie Gaines, Michael Bland, și The Game Boyz. Având o contribuție majoră din partea trupei, Diamonds and Pearls a fost lansat pe 1 octombrie 1991. Ajungând pe locul 3 în topul Billboard 200 dedicat albumelor, Diamonds and Pearls a avut patru single-uri devenite hituri în SUA. „Gett Off” s-a clasat pe locul 21 în Hot 100 și pe poziția a șasea în topurile R&B, urmat de „Cream”, al cincilea single al lui Prince situat pe primul loc. Piesa „Diamonds and Pearls” a devenit al treilea single, ajungând pe locul 3 în topul Hot 100 și ocupând prima poziție în topurile R&B. „Money Don't Matter 2 Night” a ocupat locurile 23 și 14 în topurile Hot 100 respectiv R&B.
În 1992, Prince și The New Power Generation au lansat cel de-al 12-lea album al artistului, Love Symbol Album, având doar un simbol impronunțabil pe copertă (ulterior fiind revendicat ca „Simbolul Dragostei #2”). Albumul, denumit în continuare Love Symbol Album, s-a clasat pe locul 5 în Billboard 200. Deși casa de discuri dorea ca piesa „7” să fie primul single, Prince opta pentru „My Name Is Prince” deoarece „simțea că «hip-hoperismul» cântecului se adresa aceluiași public” care a cumpărat albumul precedent. Dorința i-a fost ascultată dar „My Name Is Prince” a reușit să ajungă doar pe locul 36 în Billboard Hot 100 și pe locul 23 în topul R&B. Următorul single, „Sexy MF” a avut o situație și mai slabă, ocupând poziția 66 în topul Hot 100 și poziția 76 în topul R&B. Single-ul preferat de casa de discuri, „7” a fost singurul hit de top 10 extras de pe album, situându-se pe locul 7. Albumul s-a vândut în 2,8 milioane de exemplare la nivel global.
După două încercări eșuate în 1990 și 1991, Warner Bros. a lansat în cele din urmă în 1993 un album de compilații cu cele mai bune hituri, ce conține trei discuri, The Hits/The B-Sides. Primele două discuri s-au vândut separat sub numele de The Hits 1 și The Hits 2. Pe lângă majoritatea hiturilor lui Prince (cu excepția „Batdance” și alte melodii care au apărut în coloana sonoră Batman), The Hits include o mulțime de înregistrări greu de găsit, în principal B-side-uri din toată cariera lui Prince, precum și câteva melodii nepublicat precum piesa înregistrată cu The Revolution, „Power Fantastic” și o înregistrare live a piesei „Nothing Compares 2 U” cu Rosie Gaines. Două cântece noi, „Pink Cashmere” și „Peach”, au fost alese ca single-uri promoționale care să acompanieze albumul de compilații.
Tot în 1993, Prince și-a schimbat numele de scenă în , explicat ca fiind combinația dintre simbolurile masculin (♂) și feminin (♀). Pentru a folosi acest simbol în presa scrisă, Warner Bros. a trebuit să trimită un număr mare de dischete care conțineau un font personalizat.  Simbolul a fost ulterior denumit „Simbolul Dragostei” iar Prince era amintit ca „Artistul cunoscut în trecut drept Prince”.

### Lansări mai dese șiThe Gold Experience(1994 — 2000)
În 1994, atitudinea lui Prince față de randamentul său artistic a trecut printr-o schimbare notabilă. A început să lanseze albume într-un ritm mai alert pentru a se elibera de sub obligațiile contractuale față de Warner Bros.. Casa de discuri, considera el, intenționa să-i limiteze libertatea artistică imputându-i să lanseze albume sporadic. De asemenea, a dat vina pe Warner Bros. pentru proasta prestanță comercială a Love Symbol Album, acuzând că a fost prea puțin promovat de Warner. În acest cadru de întâmplări, albumul The Black Album a fost lansat oficial, la aproape șapte ani de la retragere. „Noua” lansare, care deja circula pe piața neagră, a avut vânzări relativ slabe.
Ca urmare a acestei acțiuni riscante dezamăgitoare, Warner Bros. a cedat dorințelor lui Prince de a lansa un album cu material nou, pe nume Come. Când Come a fost în cele din urmă lansat, temerile casei de discuri au fost confirmate. Este cel mai slab vândut album al lui Prince, abia comercializându-se în 500.000 de copii. Frustrant era și faptul că Prince a insistat să fie creditat ca „Prince 1958–1993”, dând impresia că ar fi murit în acel an.
Prince a depus eforturi ca albumul The Gold Experience să fie lansat simultan cu materiale din era Love Symbol. Warner Bros. a permis ca single-ul „The Most Beautiful Girl in the World” să fie lansat printr-un distribuitor mic, independent, Bellmark Records, în februarie 1994. Lansarea a fost reușită, piesa clasându-se pe locul 3 în Billboard Hot 100 și pe primul loc în multe alte țări, succes care nu s-a repetat în cazul următoarelor lansări. Warner Bros. s-a opus în continuare lansării The Gold Experience, de teama vânzărilor slabe și având ca argument „saturarea pieței”. Când s-a lansat în cele din urmă în septembrie 1995, The Gold Experience a avut vânzări modeste, deși a ajuns inițial în top 10 Billboard 200, iar mulți l-au catalogat ca fiind cel mai mare efort pe care Prince l-a depus de la Sign o' the Times și până atunci. Albumul nu se mai distribuie în prezent, în afara mediului online.
Chaos and Disorder, lansat în 1996, a fost ultimul album cu material nou pentru Warner Bros., precum și una dintre cele mai slabe lansări din punct de vedere comercial. Prince a încercat o revenire majoră mai târziu în acel an când, eliberat de sub orice obligație contractuală față de Warner Bros., a lansat Emancipation, un set de 3 CD-uri, cu 36 de cântece (fiecare disc avea exact 60 de minute). Albumul a fost lansat prin propria casă de discuri, NPG Records, cu distribuția prin EMI. Pentru a-și publica piesele pe Emancipation, Prince nu a folosit Controversy Music – ASCAP, firmă folosită pentru toate albumele sale din 1981 și până atunci, dar în schimb a folosit Emancipated Music Inc. – ASCAP.
Primind disc de platină din partea RIAA, Emancipation este primul album ce conține cover-uri ale altor cântece: cântecul de top 10 al lui Joan Osborne, „One of Us”; „Betcha by Golly Wow!” (scris de Thomas Randolf Bell și Linda Creed); „I Can't Make You Love Me” (scris de James Allen Shamblin II și Michael Barry Reid); și „La-La (Means I Love You)” (compus de Thomas Randolf Bell și William Hart).
Prince a lansat Crystal Ball, o colecție de 5 CD-uri conținând material nepublicat, în 1998. Distribuția albumului a fost dezordonată, unii fani au primit albumul abia la un an după ce aceștia l-au precomandat de pe website-ul cântărețului; aceste precomenzi au fost onorate la câteva luni după ce albumul a apărut în magazinele de profil. Ediția din magazinele cu amănuntul conținea doar patru discuri, lipsind discul Kamasutra. De asemenea, au fost două ediții cu ambalaje diferite, una într-o carcasă de forma unui diamant, cu o copertă albă simplă și cu Simbolul Dragostei într-un cerc colorat; cealaltă într-o carcasă circulară translucidă. Discurile erau identice, la fel și plicurile pentru CD. Albumul Newpower Soul, lansat peste trei luni nu a avut o prestanță prea însemnată în topuri. Colaborarea lui cu Chaka Khan pentru Come 2 My House și cu Larry Graham pentru GCS2000, amândouă lansate la NPG Records, în aceeași perioadă cu Newpower Soul, au avut aceeași soartă, în ciuda promovării intense și a aparițiilor live la Vibe cu Sinbad, și în cadrul show-ului NBC Today, Summer Concert Series.
În 1999, Prince a semnat din nou cu o casă de discuri majoră, Arista Records, pentru a lansa un nou album, Rave Un2 the Joy Fantastic. În încercarea de a lansa cu succes albumul, Prince a acordat cu ușurință mai multe interviuri decât în orice alt moment al carierei sale, având apariții la emisiunea Total Request Live de pe MTV (coperta albumului fiind prezentă în fundal în tot acest timp), Larry King Live (cu Larry Graham) și la alte formate media. Cu toate acestea, Rave Un2 the Joy Fantastic nu a beneficiat de un succes comercial. Cu câteva luni în urmă, Warner Bros. a lansat de asemenea The Vault: Old Friends 4 Sale, o colecție de materiale nepublicate, înregistrate de Prince de-a lungul carierei sale. Cel mai mare succes pe care l-a avut în acest an a fost cu EP-ul 1999: The New Master, lansat la timp pentru ca Prince să își recupereze o mică parte din câștigurile obținute de Warner Bros. din albumul și single-urile de pe originalul 1999.
Concertul pay-per-view (plătești ca să vizionezi), Rave Un2 the Year 2000, a fost televizat pe 31 decembrie 1999 și a constat din material filmat în zilele de 17 și 18 decembrie în cadrul turneului său 1999. Concertul a inclus și apariții ale unor muzicieni precum Lenny Kravitz, George Clinton, Jimmy Russell și The Time. A fost lansat pe casetă (DVD) anul următor. Un album cu remixuri, Rave In2 the Joy Fantastic (opus față de „Un2”) a fost lansat exclusiv prin clubul lui Prince, NPG Music Club, în aprilie 2000.

### Revenirea,Musicology, schimbarea casei de discuri și3121 (2000 — 2007)
Pe 16 mai 2000, Prince a încetat să mai folosească numele de „Simbolul Dragostei” și a revenit la denumirea de „Prince” după ce contractul său de publicare cu Warner/Chappell a expirat. Într-o conferință de presă, a declarat că după ce s-a eliberat de relații nedorite asociate cu numele „Prince”, își va folosi din nou numele real. Prince a continuat să folosească simbolul drept o siglă, pe coperțile albumelor, având și o chitară în forma acestuia. Timp de câțiva ani de la lansarea Rave Un2 the Joy Fantastic, Prince a lansat muzică nouă prin serviciul său online bazat pe abonamente, NPGOnlineLtd.com (later NPGMusicClub.com). Două albume cu vizibile influențe jazz au fost disponibile la magazinele de profil: The Rainbow Children din 2001, și albumul instrumental N.E.W.S, nominalizat la premiul Grammy pentru cel mai bun album pop instrumental. Alt album bazat în principal pe influențe jazz, Xpectation, a fost lansat în 2003 pentru membrii NPGMusicClub. Xpectation are o tematică jazz, cu nuanțe de new age și muzică ambientală.
În 2002, Prince a lansat primul său album live, One Nite Alone... Live!, ce conține concerte din cadrul turneului One Nite Alone...Tour. Setul format din 3 CD-uri, ce include un disc cu muzică „aftershow” (de după spectacol) intitulat It Ain't Over!, nu și-a făcut remarcată prezența în topuri. În tot acest timp, Prince a urmărit să aibă relații cât mai strânse cu fanii lui prin NPG Music Club, sound check-uri înainte de concerte și la „petrecerile” anuale de la Paisley Park. Fanii erau invitați în studiouri pentru tururi, interviuri, discuții și sesiuni de audiție. Câteva dintre aceste discuții au fost filmate pentru un documentar nepublicat, regizat de Kevin Smith. Smith discută pe larg despre ce s-a întâmplat în acele zile pe DVD-ul său, An Evening with Kevin Smith DVD. Concertele erau aranjate pentru a evidenția talentele lui Prince, dar și pentru a putea colabora cu artiști de renume precum Alicia Keys, the Time, Erykah Badu, Nikka Costa, George Clinton și Norah Jones.
Pe 8 februarie 2004, Prince și-a făcut apariția la Premiile Grammy cu Beyoncé. În spectacolul care a deschis gala, cei doi au interpretat un potpuriu format din melodiile „Purple Rain”, „Let's Go Crazy”, „Baby I'm a Star” și melodia lui Beyoncé, „Crazy in Love”. Luna următoare, Prince a primit un loc în Rock and Roll Hall of Fame. Premiul i-a fost acordat de către Alicia Keys împreună cu Big Boi și André 3000 din OutKast. Pe lângă interpretarea a trei cântece proprii în timpul ceremoniei, Prince a participat și la tributul adus lui George Harrison printr-o interpretare a cântecului „While My Guitar Gently Weeps”, cântând solo la chitară în finalul cântecului. În plus, a interpretat și piesa „Red House” de pe albumul Power of Soul: A Tribute to Jimi Hendrix. Pe 19 februarie, transmisiunea The Tavis Smiley Show a inclus o reprezentare a melodiei „Reflection” de pe albumul lui Prince, Musicology. Prince a fost acompaniat de Wendy Melvoin, fostă membră a trupei The Revolution.
În aprilie 2004, Prince a lansat Musicology printr-o înțelegere valabilă pentru un album cu Columbia Records. Albumul a ajuns în top cinci în mai multe țări (printre care SUA, Marea Britanie, Germania și Australia). Succesul din topurile americane s-ar putea explica și prin faptul că CD-ul cu albumul a fost inclus în prețul biletelor pentru concerte. Musicology abordează genurile R&B și soul, având și elemente funk, pop, „quiet storm” și rock. Trei luni mai târziu, revista Spin l-a desemnat cel mai bun solist al tuturor timpurilor.
În același an, revista Rolling Stone l-a plasat pe Prince pe primul loc în topul celor mai bine plătiți artiști, cu încasări anuale de 56,5 milioane de dolari, în principal datorită turneului Musicology Tour, pe care Pollstar l-a numit ca cel mai profitabil concert al unui artist american. Prince a avut un număr impresionant de 96 concerte; prețul mediu pentru un bilet a fost 61 de dolari. Confirmând succesul de care se bucura, albumul Musicology a primit două premii Grammy: cea mai bună interpretare vocală R&B masculină pentru „Call My Name” și cea mai bună interpretare vocală R&B tradițională pentru piesa „Musicology”. Musicology a fost de asemenea nominalizat pentru cel mai bun cântec R&B și cel mai bun album R&B, în timp ce „Cinnamon Girl” a fost nominalizată pentru cea mai bună interpretare vocală pop masculină. Albumul a devenit cel mai mare succes comercial al artistului, de după Diamonds and Pearls, în principal datorită schemei de distribuție a albumului celor prezenți la concerte; aceste vânzări au reprezentat 25% din totalul vânzărilor albumului. Rolling Stone îl situează pe locul 27 din Top 100 cei mai mari artiști ai tuturor timpurilor.
În aprilie 2005, Prince a cântat la chitară (împreună cu En Vogue, voce secundară) în single-ul lui Stevie Wonder, „So What the Fuss”, prima melodie a lui Wonder din 1999 și până atunci.
Ca urmare a Uraganului Katrina, care a devastat orașul New Orleans pe 29 august 2005, Prince a oferit un răspuns personal prin înregistrarea a două noi cântece, „S.S.T.” și piesa instrumentală „Brand New Orleans”, la Paisley Park, în dimineața zilei de 2 septembrie. Prince a interpretat în întregime partea instrumentală și cea vocală. Aceste înregistrări au fost distribuite rapid publicului prin NPG Music Club, iar „S.S.T.” a ajuns pe locul 1 în topul R&B al magazinului iTunes. Pe 25 octombrie, Sony Records a lansat pe CD o versiune a single-ului.
Spre sfârșitul anului 2005, Prince a semnat cu Universal Records pentru a-și lansa albumul, 3121, pe 21 martie 2006. Primul single a fost „Te Amo Corazón”, cu nuanțe latina, iar videoclipul a fost regizat de actrița Salma Hayek și filmat în Marrakech, Maroc, împreună cu actrița și cântăreața australiană Mía Maestro. Videoclipul celui de-al doilea single, „Black Sweat”, a fost nominalizat la MTV VMA pentru cea mai bună cinematografie. Succesul imediat al 3121 i-a oferit lui Prince primul debut pe locul 1 în topul Billboard 200, cu acest album. Pentru a-l promova, Prince a fost „oaspetele muzical” la Saturday Night Live pe 4 februarie 2006, la 17 ani de la ultima sa apariție la SNL în cadrul aniversării a 15 ani, și la 25 de ani de la apariția într-un episod regulat, Prince fiind cântărețul cu cele mai mari distanțe dintre interpretările la SNL. A interpretat două cântece de pe album, „Fury” și „Beautiful, Loved & Blessed”, cu Támar. Prince a organizat și un concurs a cărui premiu era o excursie la un „Concert cu bilet mov” la locuința sa privată din Hollywood, California. Șapte bilete câștigătoare au fost împărțite în CD-urile 3121 pe teritoriul SUA, și altele au fost oferite în cadrul mai multor concursuri și la nivel global. Pe 6 mai 2006, 24 de câștigători (fiecare cu încă un invitat) au participat la petrecerea privată a lui Prince.
Pe 12 iunie 2006, Prince a primit un premiu Webby pentru întreaga carieră, pentru recunoașterea utilizării „vizionare” a Internetului; Prince a fost primul artist care a lansat un album întreg exclusiv pe Internet, Crystal Ball în 1997 (deși a acceptat și comenzi telefonice).
La doar câteva săptămâni după ce a primit premiul Webby, Prince a închis brusc site-ul NPG Music Club pe 4 iulie 2006, după cinci ani de funcționare. În ziua închiderii, compania britanică HM Publishing (deținătorii Nature Publishing Group - NPG), a instituit un proces împotriva lui Prince. În ciuda acestor evenimente petrecute în aceeași zi, avocatului Prince a afirmat că totul este doar o coincidență și că site-ul nu s-a închis din cauza disputei pentru marcă. Prince s-a înfățișat la mai multe gale de premii în 2006. Pe 15 februarie, Prince a concertat la Premiile BRIT împreună cu Wendy & Lisa și Sheila E. A interpretat cântecele „Te Amo Corazón” și „Fury„ de pe 3121 și „Purple Rain” și „Let's Go Crazy” de pe Purple Rain. Pe 27 iunie, Prince a mersla Premiile BET, unde a fost distins cu premiul pentru cel mai bun cântăreț R&B. Pe lângă primirea distincției, Prince a interpretat un potporiu cu cântece ale lui Chaka Khan, cu ocazia premiului pentru întreaga carieră, acordat lui Khan. Prince a compus și interpretat în trecut cântece cu cântărețul.
În noiembrie 2006, Prince a fost adăugat în UK Music Hall of Fame, venind să-și primească premiul, dar fără să cânte. Tot în noiembrie, Prince a deschis clubul de noapte 3121 în Las Vegas în incinta Rio All Suite Hotel and Casino. A avut acolo apariții săptămânale vinerea și sâmbăta până în aprilie 2007, când i-a expirat contractul cu hotelul. Pe 22 august 2006, Prince a lansat Ultimate Prince. Setul conține un CD cu hituri din trecut, și un altul cu remixuri și versiuni extinse ale melodiilor disponibile pe B-side-urile discurilor din vinil. Prince a compus și interpretat un cântec pentru filmul de succes din 2006, Happy Feet. Cântecul, intitulat „The Song of the Heart”, apare pe coloana sonoră a filmului, ce conține și un cover al hitului lui Prince, „Kiss”, interpretat de Nicole Kidman și Hugh Jackman. În ianuarie 2007, „The Song of the Heart” a obținut un Glob de Aur pentru cel mai bun cântec original.

### Super Bowl XLI,Planet EarthșiLotusflower(2007 — 2010)

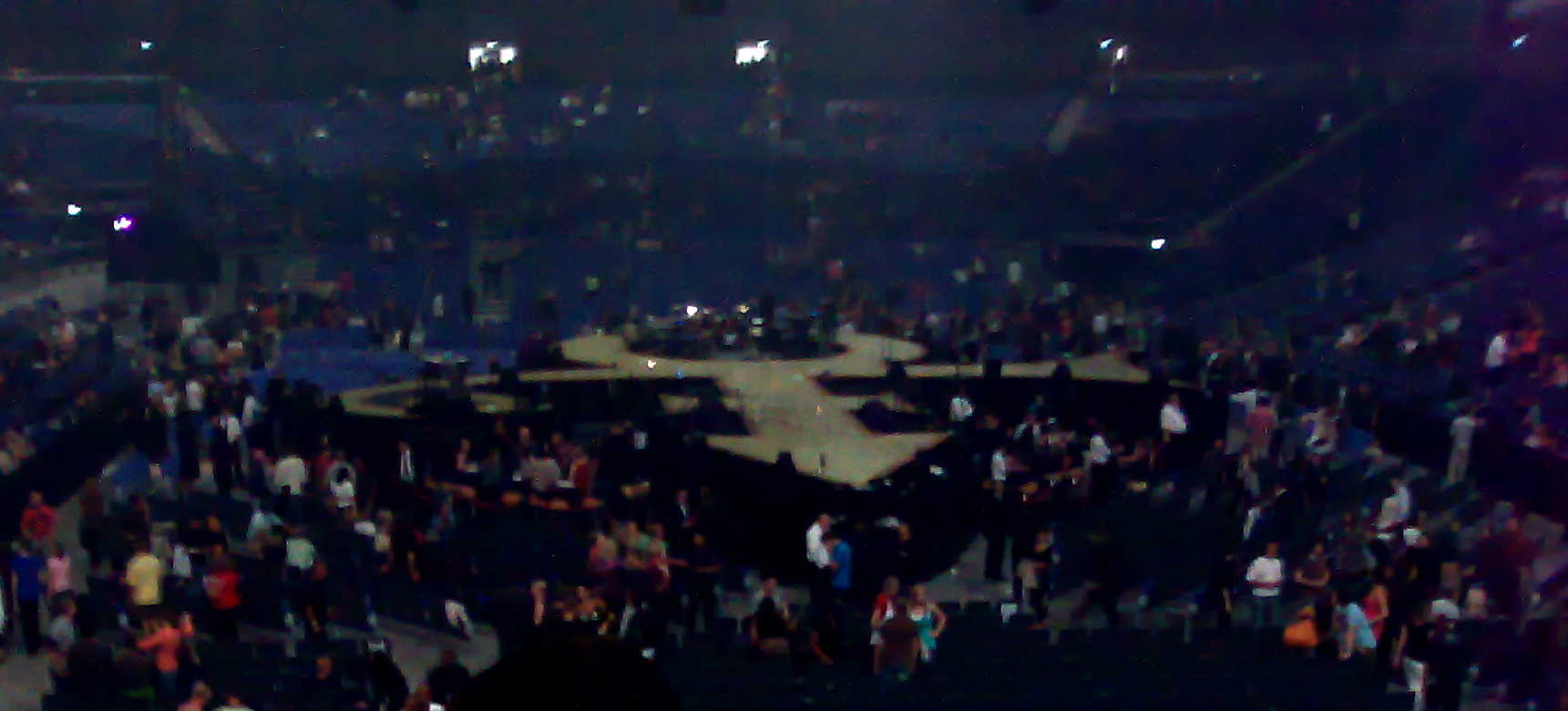
Scena lui Prince în cadrul Earth Tour, 2007

Pe 2 februarie 2007, Prince a cântat la conferința de presă a Super Bowl XLI. El și trupa sau au interpretat un mix format din hitul lui Chuck Berry, „Johnny B. Goode”, „Anotherloverholenyohead” de pe albumul Parade și „Get On the Boat” de pe 3121. Prince a intreținut atmosfera la pauza meciului Super Bowl XLI din Miami, Florida, de pe 4 februarie 2007. Cântărețul a interpretat melodii de pe albumul Purple Rain („Let's Go Crazy”, „Baby I'm a Star” și „Purple Rain”), pe lângă versiunile cover ale melodiilor „We Will Rock You” de Queen, „All Along the Watchtower” de Bob Dylan, a cântecului celor de la Foo Fighters, „Best of You” și „Proud Mary„ de Creedence Clearwater Revival. Printr-o coincidență, la ora concertului ploua la Miami, iar stropii de ploaie au fost luminați în mov în timpul cântecului „Purple Rain”. Scena pe care a concertat a avut forma simbolului său. Evenimentul a fost urmărit de 140 de milioane de telespectatori, „cea mai mare audiență din viața lui”. În 2015, Billboard.com l-a numit cel mai bun concert Super Bowl din toate timpurile.
Prince a avut 21 de concerte în Londra la mijlocul anului 2007. Turneul Earth Tour a inclus 21 de apariții la Arena O2 (cu o capacitate de 20.000 de spectatori), cu Maceo Parker inclus în trupa sa. Prețul biletelor a fost stabilit de Prince la 31,31 de lire sterline. Numărul de concerte a fost extins la 15 după ce toate cele 140.000 de bilete la primele șapte concerte s-au vândut în 20 de minute. Numărul a fost apoi extins la 21.
Prince a concertat cu Sheila E. la ediția din 2007 a Premiilor ALMA. Pe 28 iunie 2007, ziarul Mail on Sunday sa anunțat că va distribui gratuit împreună cu ziarul, albumul Planet Earth, fiind primul loc de unde fanii îl puteau cumpăra. Această mișcare a stârnit controverse printre distribuitorii de muzică iar distribuitorul din UK al lui Prince, Sony BMG, a renunțat să mai distribuie albumul. Cel mai mare retailer de muzică, HMV, a depozitat ziare în ziua apariției. Pe 7 iulie 2007, Prince s-a întors în Minneapolis pentru a susține 3 concerte. A avut concerte la Macy's Auditorium (pentru a-și promova noul parfum „3121”) în Nicollet Mall, la arena Target Center și în clubul First Avenue. A fost prima dată când a cântat la First Avenue (clubul a apărut în filmul Purple Rain) din 1987.
Începând cu 2008, Prince a fost manageriat de englezoaica Kiran Sharma. Pe 25 aprilie 2008, Prince a cântat în cadrul The Tonight Show with Jay Leno, unde a lansat un nou cântec, „Turn Me Loose”. La câteva distanță, a fost artist principal la festivalul Coachella. Prince a fost plătit cu peste 5 milioane de dolari pentru participarea sa la Coachella, conform Reuters.
Prince a anulat cu zece zile înainte un concert care trebuia să aibă loc în Croke Park din Dublin pe 16 iunie 2008. În octombrie 2009, promotorii MCD Productions l-au dat în judecată pentru a recupera suma de 1,6 milioane de euro provenită din vânzarea biletelor. Prince a pus capăt procesului în februarie 2010, contra sumei de 2,95 milioane de euro. În timpul procesului, s-a spus că lui Prince i s-au oferit 22 de milioane de dolari pentru șapte concerte ca parte a unui posibil turneu european în 2008. În octombrie 2008, Prince a lansat un album cu cântece live intitulat Indigo Nights, reprezentând o colecție de cântece interpretate live la aftershow-urile de la IndigO2.

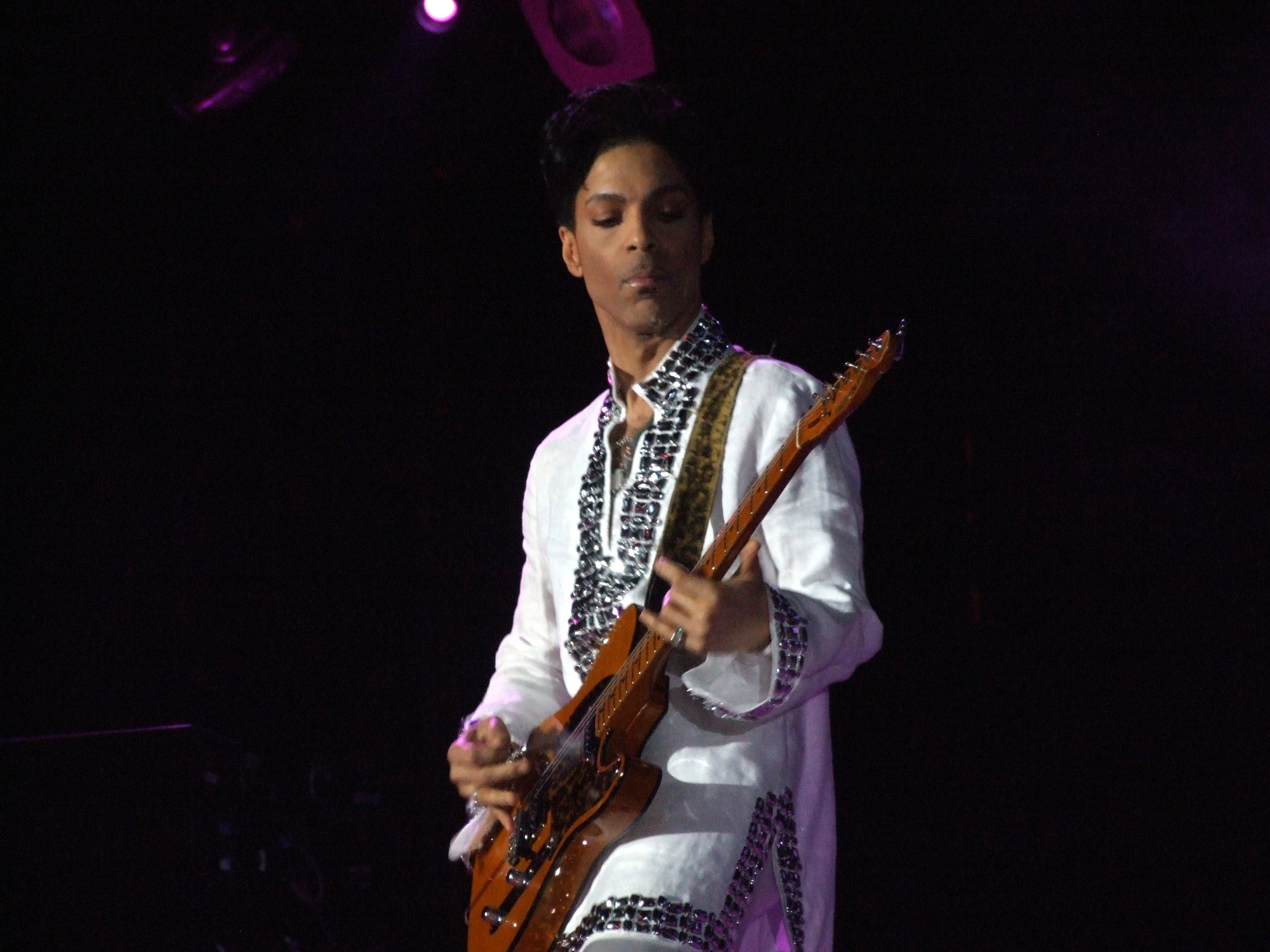
Prince la festivalul Coachella în 2008

Pe 18 decembrie 2008, Prince a lansat în premieră patru cântece de pe noul său album, la radioul cu tematică indie rock din LA, Indie 103.1. Prezentatorii emisiunii, Max Tolkoff și Mark Sovel, au fost invitați acasă la Prince pentru a asculta noua muzică indie-rock. Prince le-a oferit un CD cu patru cântece pe care să le redea la radio. Melodiile au debutat a doua zi la emisiunea Jonesy's Jukebox, prezentată de fostul membru al trupei Sex Pistols, Steve Jones.
Pe 3 ianuarie 2009 s-a lansat noul website LotusFlow3r.com, unde erau disponibile materiale lansate recent și bilete la concerte. Pe 31 ianuarie, Prince a mai lansat două cântece pe LotusFlow3r.com: „Disco Jellyfish” și „Another Boy”. „Chocolate Box”, „Colonized Mind” și „All This Love” au fost lansate ulterior pe site. Prince a lansat online pe 24 martie 2009 (fizic pe 29 martie) un set triplu care conținea albumul Lotusflower, MPLSoUND, și un album aparținând cântăreței Bria Valente, numit Elixer.
Pe 18 iulie 2009, Prince a avut două spectacole la festivalul de jazz Montreux Jazz Festival, alături de The New Power Generation precum și de Rhonda Smith, Renato Neto și John Blackwell. Pe 11 octombrie 2009, a oferit două concerte surpriză Grand Palais. Pe 12 octombrie, a avut o nou spectacol neașteptat la La Cigale. Pe 24 octombrie, Prince a avut un concert în Paisley Park.

### Turneele20Tenși Welcome 2 (2010 — 2012)
În ianuarie 2010, Prince a compus un nou cântec, „Purple and Gold”, inspirat de vizita sa la un meci de fotbal american între Minnesota Vikings și Dallas Cowboys. Luna următoare, Prince a permis radioului local din Minneapolis, 89.3 The Current, să redea în premieră cântecul „Cause and Effect”, în semn de susținere față de radioul independent.
În 2010, Prince a apărut în lista anuală a revistei Time cu "Cele mai influente 100 de persoane la nivel global".
Pe 7 iunie, de ziua lui, Prince a lansat la radioul 89.3 The Current piesa „Hot Summer”. Tot în iunie, Prince a apărut pe coperta revistei Ebony, și a fost distins cu Premiul pentru întreaga carieră la ediția din 2010 a Premiilor BET.
Prince a lansat albumul 20Ten în iulie 2010, ca supliment gratuit al unor publicații din UK, Belgia, Germania și Franța. A refuzat vânzarea online a albumului și a închis LotusFlow3r.com.
Pe 4 iulie 2010, Prince a început turneul 20Ten, format din două părți, cu desfășurarea în Europa. A doua parte a început pe 15 octombrie 2010 și s-a încheiat odată cu sfârșitul grand prix-ului de la Abu Dhabi, pe 14 noiembrie. A doua parte a turneului a avut o nouă trupă, John Blackwell, Ida Kristine Nielse și Sheila E. Prince a permis postului de radio Europe 1 să lanseze în premieră cântecul „Rich Friends” de pe albumul 20Ten Deluxe pe 8 octombrie 2010. Prince a început turneul Welcome 2 pe 15 decembrie 2010.
Prince a fost introdus în Grammy Hall of Fame pe 7 decembrie 2010.
Pe 12 februarie 2011, Prince i-a acordat artistei Barbra Streisand un premiu și a donat 1,5 milioane de dolari în scop caritabil. În aceeași zi, s-a aflat că nu a permis ca hitul său, „Kiss” să apară într-un episod deja filmat al serialului Glee.
Prince a deschis festivalul Hop Farm pe 3 iulie 2011, concertând în UK pentru prima dată în 2007, fiind și prima lui apariție la un festival britanic.
În ciuda respingerii distribuției muzicii sale pe internet, pe 24 noiembrie 2011 a lansat o variantă îmbunătățită a cântecului pe care nu îl lansase, „Extraloveable”, atât pe iTunes cât și pe Spotify. Purple Music, o casă de discuri din Elveția, a lansat single-ul CD, „Dance 4 Me” pe 12 decembrie 2011, ca parte a unui pachet de remix-uri în care mai era inclus și single-ul cântăreței Bria Valente, „2 Nite”, lansat pe 23 februarie 2012. CD-ul conține remixuri pentru club de Jamie Lewis și David Alexander și produse de Prince.

### 3rdeyegirl și întoarcerea la Warner Bros. (2013 — 2016)
În ianuarie 2013, Prince a lansat un videoclip cu versurile melodiei „Screwdriver”. În aprilie 2013, Prince a anunțat un turneu pe coasta de vest, intitulat „Live Out Loud Tour”, trupa acompaniatoară fiind 3rdeyegirl. Primele două concerte, din prima parte a turneului, l-au avut pe fostul toboșar din trupa The Revolution, Bobby Z., ca invitat special. În mai, Prince a anunțat o colaborare cu Kobalt Music pentru comercializarea și distribuirea muzicii lui.
Pe 14 august 2013, Prince a lansat un nou single solo pe site-ul său, 3rdeyegirl.com.
În februarie 2014, Prince a concertat în Londra într-o serie numită „Hit and Run Tour”. Începând cu show-urile private, primul a avut loc la casa cântărețului local Lianne La Havas, urmate de două reprezentații - una în burgul londonez Camden, descrisă de Prince ca fiind „ o probă de sunet”, iar cealaltă la Shepherds Bush Empire.
Pe 18 aprilie 2014, Prince a lansat single-ul „The Breakdown”. A semnat din nou cu fosta lui casă de discuri, Warner Bros. Records, după o separare de 18 ani. Warner a anunțat că Prince va lansa o ediție remasterizată delux a albumului din 1984, „Purple Rain”, pentru a sărbători 30 de ani de la lansarea acestuia. În schimb, Warner i-a oferit lui Prince drepturi depline asupra materialului său din perioada Warner.
În mai 2015, ca urmare a morții lui Freddie Gray și a protestelor pe această temă, Prince a lansat un cântec intitulat „Baltimore” în memoria lui Gray și ca un semn de susținere al protestatarilor. De asemenea, a ținut un concert numit „Dance Rally 4 Peace” la reședința lui din Paisley Park în memoria lui Gray, la care i-a încurajat pe spectatori să se îmbrace în culoarea gri.
Penultimul album, Hit n Run Phase One, a fost disponibil pentru prima dată pe 7 septembrie 2015 pe serviciul de streaming online Tidal, urmând să fie disponibil și pe CD și digital pe 14 septembrie.  Ultimul album, Hit n Run Phase Two, a fost menit să fie o continuare a precedentului și a fost lansat pe Tidal pe 12 decembrie 2015.

### Deces
Este neclar dacă artistul a murit din greșeală (dintr-o supradoză de fentanyl după se afirmă) sau este altceva la mijloc. Cazul decesului său continuă să fie investigat.

## Discografie
Albume de studio
- For You (1978)
- Prince (1979)
- Dirty Mind (1980)
- Controversy (1981)
- 1999 (1982)
- Purple Rain (1984)
- Around the World in a Day (1985)
- Parade (1986)
- Sign "O" the Times (1987)
- Lovesexy (1988)
- Batman (1989)
- Graffiti Bridge (1990)
- Diamonds and Pearls (1991)
- Love Symbol Album (1992)
- Come (1994)
- The Black Album (1994)
- The Gold Experience (1995)
- Chaos and Disorder (1996)
- Emancipation (1996)
- Crystal Ball / The Truth (1998)
- The Vault: Old Friends 4 Sale (1999)
- Rave Un2 the Joy Fantastic (1999)
- The Rainbow Children (2001)
- One Nite Alone... (2002)
- Xpectation (2003)
- N.E.W.S (2003)
- The Chocolate Invasion (2004)
- The Slaughterhouse (2004)
- Musicology (2004)
- 3121 (2006)
- Planet Earth (2007)
- Lotusflow3r / MPLSound (2009)
- 20Ten (2010)
- Plectrumelectrum (2014)
- Art Official Age (2014)
- HITnRUN Phase One (2015)
- HITnRUN Phase Two (2015)

## Filmografie
| An   | Film                  | Rol               |
| ---- | --------------------- | ----------------- |
| 1984 | Purple Rain           | The Kid           |
| 1986 | Under the Cherry Moon | Christopher Tracy |
| 1987 | Sign o' the Times     | Himself           |
| 1990 | Graffiti Bridge       | The Kid           |

| An   | Emisiune        | Rol       | Note               |
| ---- | --------------- | --------- | ------------------ |
| 1997 | Muppets Tonight | El însuși | Episodul 11        |
| 2014 | New Girl        | El însuși | Episodul: „Prince” |

## Turnee
- Prince Tour (1979–80)
- Dirty Mind Tour (1980–81)
- Controversy Tour (1981–82)
- 1999 Tour (1982–83)
- Purple Rain Tour (1984–85)
- Parade Tour (1986)
- Sign o' the Times Tour (1987)
- Lovesexy Tour (1988–89)
- Nude Tour (1990)
- Diamonds and Pearls Tour (1992)
- Act I and II (1993)
- Interactive Tour (1994)
- The Ultimate Live Experience (1995)
- Gold Tour (1996)
- Love 4 One Another Charities Tour (1997)
- Jam of the Year Tour (1997–98)
- New Power Soul Tour/Festival (1998)
- Hit n Run Tour (2000–01)
- A Celebration (2001)
- One Nite Alone... Tour (2002)
- 2003–2004 World Tour (2003–04)
- Musicology Live 2004ever (2004)
- Per4ming Live 3121 (2006–07)
- 21 Nights in London: The Earth Tour (2007)
- 20Ten Tour (2010)
- Welcome 2 (2010–12)
- Live Out Loud Tour (2013)
- Hit and Run Tour (2014–15)

## Premii și nominalizări

### Premiile Grammy
Prince a fost nominalizat de 33 de ori la Premiile Grammy, și a câștigat 7 premii. Două albume de ale sale − 1999 și Purple Rain − au fost premiate cu Grammy Hall of Fame Award.
| An   | Lucrare nominalizată                   | Categorie                                                                          | Rezultat     |
| ---- | -------------------------------------- | ---------------------------------------------------------------------------------- | ------------ |
| 1984 | "International Lover"                  | Best Male R&B Vocal Performance                                                    | Nominalizare |
| 1985 | Purple Rain                            | Album of the Year                                                                  | Nominalizare |
| 1985 | Purple Rain                            | Best Rock Performance by a Duo or Group with Vocal                                 | Câștigat     |
| 1985 | Purple Rain                            | Best Score Soundtrack Album for a Motion Picture, Television or Other Visual Media | Câștigat     |
| 1985 | "I Feel for You"                       | Best R&B Song                                                                      | Câștigat     |
| 1987 | "Kiss"                                 | Best R&B Performance by a Duo or Group with Vocal                                  | Câștigat     |
| 1987 | "Kiss"                                 | Best R&B Song                                                                      | Nominalizare |
| 1988 | Sign "O" the Times                     | Album of the Year                                                                  | Nominalizare |
| 1988 | "U Got the Look"                       | Best R&B Performance by a Duo or Group with Vocal                                  | Nominalizare |
| 1988 | "U Got the Look"                       | Best R&B Song                                                                      | Nominalizare |
| 1990 | Batman                                 | Best Male Pop Vocal Performance                                                    | Nominalizare |
| 1990 | "Batdance"                             | Best Male R&B Vocal Performance                                                    | Nominalizare |
| 1991 | "Nothing Compares 2 U"                 | Song of the Year                                                                   | Nominalizare |
| 1992 | "Gett Off"                             | Best R&B Performance by a Duo or Group with Vocal                                  | Nominalizare |
| 1993 | "Diamonds and Pearls"                  | Best Pop Performance by a Duo or Group with Vocal                                  | Nominalizare |
| 1995 | "The Most Beautiful Girl in the World" | Best Male Pop Vocal Performance                                                    | Nominalizare |
| 1996 | "Eye Hate U"                           | Best Male R&B Vocal Performance                                                    | Nominalizare |
| 1996 | The Gold Experience                    | Best R&B Album                                                                     | Nominalizare |
| 2004 | N.E.W.S.                               | Best Pop Instrumental Album                                                        | Nominalizare |
| 2005 | "Cinnamon Girl"                        | Best Male Pop Vocal Performance                                                    | Nominalizare |
| 2005 | "Call My Name"                         | Best Male R&B Vocal Performance                                                    | Câștigat     |
| 2005 | "Call My Name"                         | Best R&B Song                                                                      | Nominalizare |
| 2005 | "Musicology"                           | Best Traditional R&B Vocal Performance                                             | Câștigat     |
| 2005 | Musicology                             | Best R&B Album                                                                     | Nominalizare |
| 2007 | "Black Sweat"                          | Best Male R&B Vocal Performance                                                    | Nominalizare |
| 2007 | "Beautiful, Loved and Blessed"         | Best R&B Performance by a Duo or Group with Vocal                                  | Nominalizare |
| 2007 | "3121"                                 | Best Urban/Alternative Performance                                                 | Nominalizare |
| 2007 | "Black Sweat"                          | Best R&B Song                                                                      | Nominalizare |
| 2007 | 3121                                   | Best R&B Album                                                                     | Nominalizare |
| 2008 | "Future Baby Mama"                     | Best Male R&B Vocal Performance                                                    | Câștigat     |
| 2008 | "The Song of the Heart"                | Best Song Written for a Motion Picture, Television or Other Visual Media           | Nominalizare |
| 2010 | "Dreamer"                              | Best Solo Rock Vocal Performance                                                   | Nominalizare |

### MTV Video Music Awards
| An   | Lucrare nominalizată | Categorie                         | Rezultat     |
| ---- | -------------------- | --------------------------------- | ------------ |
| 1985 | "When Doves Cry"     | Best Choreography in a Video      | Nominalizare |
| 1986 | "Raspberry Beret"    | Best Choreography in a Video      | Câștigat     |
| 1988 | "U Got the Look"     | Best Male Video                   | Câștigat     |
| 1988 | "U Got the Look"     | Best Stage Performance in a Video | Câștigat     |
| 1988 | "U Got the Look"     | Best Choreography in a Video      | Nominalizare |
| 1988 | "U Got the Look"     | Best Editing in a Video           | Nominalizare |
| 1989 | "I Wish U Heaven"    | Best Special Effects in a Video   | Nominalizare |
| 1990 | "Batdance"           | Best Video from a Film            | Nominalizare |
| 1992 | "Cream"              | Best Dance Video                  | Câștigat     |
| 1993 | "7"                  | Best R&B Video                    | Nominalizare |
| 2004 | "Musicology"         | Best Male Video                   | Nominalizare |
| 2006 | "Black Sweat"        | Best Cinematography in a Video    | Nominalizare |